# Fujiwara no Kintō
Fujiwara no Kintō (藤原公任?   966-4 de febrero de 1041), también conocido como Shijō Dainagon fue un poeta japonés admirado por sus contemporáneos y cortesano de la era Heian. Su padre fue el regente Fujiwara no Yoritada y su hijo fue Fujiwara no Sadayori. Fue conocido como calígrafo y poeta y ha sido mencionado en obras de Murasaki Shikibu, Sei Shōnagon y en numerosas crónicas y textos.

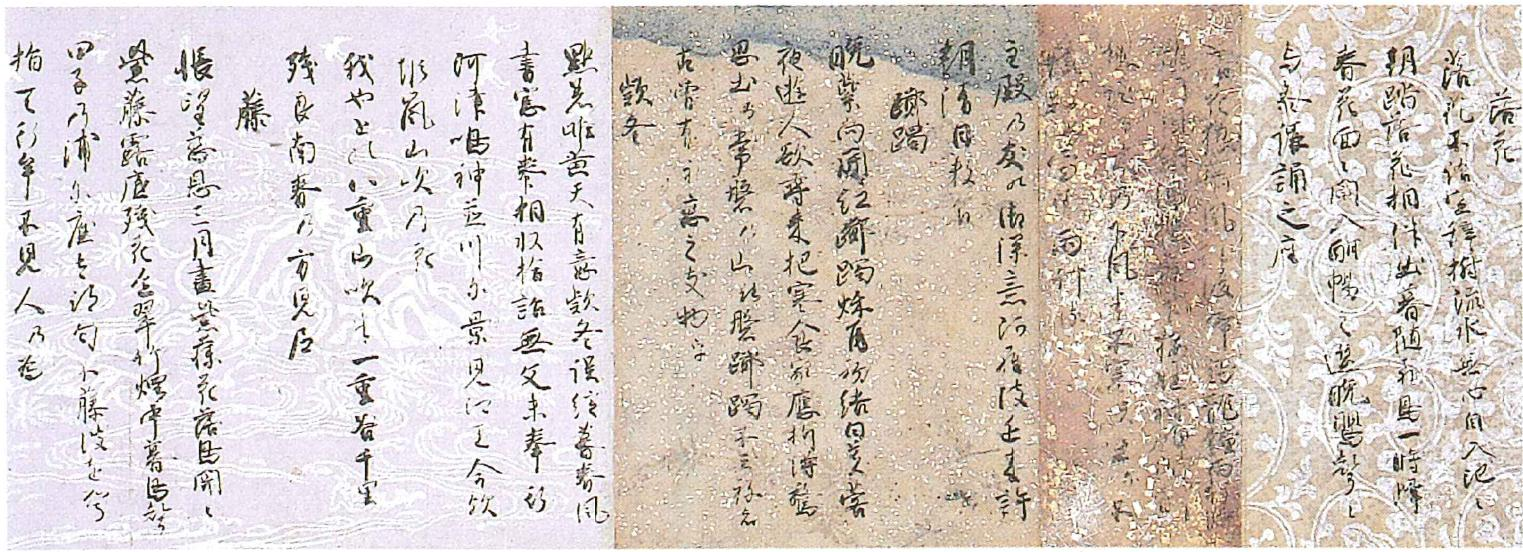
Poemas de la antología Wakan Rōeshiū, por Fujiwara no Kintō.

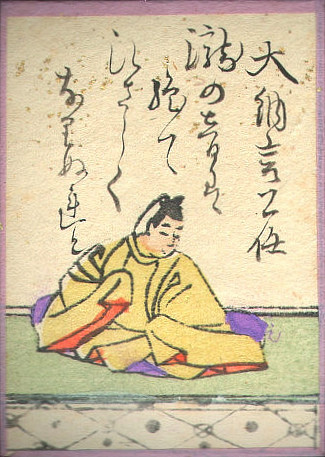
Fujiwara no Kintō, en el Hyakunin Isshu.

Durante su vida, publicó varios poemas importantes, al igual que varias antologías poéticas incluyendo el Shūi Wakashū. También fue el creador del grupo de los treinta y seis inmortales de la poesía, la "Antología de poemas de los treinta y seis poetas" (Sanjūrokkasen), y visto de manera frecuente en obras de ukiyo-e. Fue la primera persona junto con Fujiwara no Teika, durante el período de 1009 y 1011 en el que se inició con el estudio de los poetas aspirantes.
En su antología contendría diez poemas hechos por Kakinomoto no Hitomaro, Ki no Tsurayuki, Ōshikōchi Mitsune, Ise, Taira no Kanemori y Nakatsukasa; y tres poemas hechos por Ōtomo no Yakamochi, Yamabe no Akahito, Ariwara no Narihira, Henjō, Sosei, Ki no Tomonori, Sarumaru no Taifu, Ono no Komachi, Fujiwara no Kanesuke, Fujiwara no Asatada, Fujiwara no Atsutada, Fujiwara no Takamitsu, Minamoto no Kintada, Mibu no Tadamine, Saigū no Nyōgo, Ōnakatomi no Yoritomo, Fujiwara no Toshiyuki, Minamoto no Shigeyuki, Minamoto no Muneyuki, Minamoto no Saneakira, Fujiwara no Kiyotada, Minamoto no Shitagō, Fujiwara no Okikaze, Kiyohara no Motosuke, Sakanoue no Korenori, Fujiwara no Motozane, Kodai no Kimi, Fujiwara no Nakafumi, Ōnakatomi no Yoshinobu y Mibu no Tadami.
Estuvo dentro de la corte Heian en la posición de nagon junto con Minamoto no Tsunenobu, Minamoto no Toshikata y Fujiwara no Yukinari, todos considerados como conocidos poetas, y conocidos como el Shinagon (los cuatro nagon).
Fue también aparentemente vital en la compilación del Shūi Wakashū del Emperador Kazan (en donde aparecieron quince de sus poemas), habiendo compilado el esqueleto original durante 996 y 999, con una colección llamada Shuisho.